# Малахово (Підляське воєводство)
Малахово (пол. Małachowo) — село в Польщі, у гміні Візна Ломжинського повіту Підляського воєводства.
Населення — 35 осіб (2011).
У 1975-1998 роках село належало до Ломжинського воєводства.

## Демографія
Демографічна структура станом на 31 березня 2011 року:
|          | Загалом | Допрацездатний вік | Працездатний вік | Постпрацездатний вік |
| -------- | ------- | ------------------ | ---------------- | -------------------- |
| Чоловіки | 19      | 1                  | 15               | 3                    |
| Жінки    | 16      | 1                  | 9                | 6                    |
| Разом    | 35      | 2                  | 24               | 9                    |